# Галич Іда Василівна
Іда Василівна Галич (нар. 3 травня 1990, Німеччина) — російська телеведуча, співачка,відеоблогер та пропагандистка

## Біографія
Народилася 3 травня 1990 року в Німеччині. У 2002 році разом з батьками переїхала в Москву. Після закінчення школи поступила у торгово-економічний університет. У 2011 році стала учасницею команди КВН «Осінній поцілунок», яка в 2015 році під назвою «Москва не одразу будувалася» посіла третє місце в Прем'єр-лізі. У 2016 році брала участь у гумористичному шоу Comedy Баттл на ТНТ. У 2017 році стала ведучою програми "Закулісся шоу «Успіх» на СТС.
В кінці вересня 2017 року разом з Анастасією Ивлєєвою вели червону доріжку на 5-й церемонії вручення Реальної премії MusicBox-2017.
У 2018 році стала співведучою Жанни Бадоєвої в телепередачі «Орел і решка». У цьому ж році з 7-го сезону стала співведучою Настасії Самбурської в телепередачі «Ревізорро», але обидві пішли в лютому 2019 року.
Також в 2018 році випускає пісні «Діма», «Ти попав», «Знайти тебе». На пісню «Знайти тебе» був знятий відеокліп, в якому знялися Анна Сєдокова і Надія Сисоєва, Юля Коваль і Антон Каравайцев. У 2019 році виходить у світ новий трек під назвою «Підприємець», на який був знятий відеокліп. У цьому ж році брала участь у шоу Comment Out разом з репером Київстонер. У 2019 році розпочала зйомки нового шоу під назвою «1-11».

## Громадянська позиція
З 2023 по 2024 роки разом з Дмитром Хрустальовим вела у Санкт-Петербурзі щорічні випускні вечори «Алые паруса», серед інших учасників яких є школярі з тимчасово окупованих росіянами територій України (зокрема, з Маріуполя).

## Особисте життя
11 травня 2018 року вийшла заміж за Алана Басієва. 14 серпня 2019 року Іда повідомила, що вагітна. 7 лютого 2020 року народила сина Леона.

## Дискографія
На 2020 рік Іда Галич випустила 5 синглів і 5 відеокліпів.

### Сингли
| Рік  | Назва              | Альбом |
| ---- | ------------------ | ------ |
| 2018 | «Діма»             | TBA    |
| 2018 | «Ти попав»         | TBA    |
| 2018 | «Знайти тебе»      | TBA    |
| 2019 | «Підприємець»      | TBA    |
| 2019 | «Викликай міліцію» | TBA    |

## Нагороди та номінації
| Рік  | Премія                 | Номінація                      | Результат | Іст.          |
| ---- | ---------------------- | ------------------------------ | --------- | ------------- |
| 2018 | ОК! «Більше ніж зірки» | Головний герой. Герой з мережі | Перемога  | [ 22 ]        |
| 2018 | ZD Awards-2018         | Хайп року                      | Номінація | [ 23 ]        |
| 2018 | Російська вебпремія    | Онлайн-персона року            | Номінація | [ 24 ]        |
| 2019 | Премія RU.TV 2019      | Інтернет-співачка              | Номінація | [ 25 ] [ 26 ] |